# Gaig de bardissa unicolor
El gaig de bardissa unicolor (Aphelocoma unicolor) és una espècie d'ocell de la família dels còrvids (Corvidae).

## Etimologia
El nom genèric, Aphelocoma, deriva del grec antic llatinitzat apheles- (de ἀφελής-) "simple" + llatí coma (del grec kome κόμη) "cabell", en referència a la manca de plomes ratllades o amb bandes en aquest gènere, en comparació amb altres gaigs. El nom de l'espècie, unicolor, és llatí i significa "d'un sol color".

## Descripció
El gaig de bardissa unicolor té un blau profund uniforme.
La seva mida mitjana és de 20 cm i pot arribar a pesar fins a 40 grams. A més d'això, posseeixen una cresta de plomes negres a la part superior i el seu tronc baix.
Un dels comportaments més destacats d'aquesta espècie és el clàssic vol en v per desplaçar-se per cercar menjar, també són tímids i desconfien dels estranys. S'alimenten principalment d'insectes, fruits, llavors, invertebrats i alguns insectes i també de cries d'altres aus.
Els casos de reproducció d'aquest ocell són abundants des de la primavera fins a l'estiu. Construeixen el niu on dipositen els ous entre el mes de maig i juny. La incubació dels ous dura entre 12 i 13 dies i la femella s'encarrega de cuidar els pollets per un lapse de 18 a 20 dies.

## Distribució i hàbitat
El gaig de bardissa unicolor es troba al nord-oest d'Amèrica Central i del sud i sud-est de Mèxic (a l'oest fins al centre de l'estat de Guerrero, el sud de l'Estat de Veracruz i l'extrem sud de l'Estat de San Luis Potosí), des del centre d'Hondures, Guatemala i El Salvador.
En el seu hàbitat es troba localment als boscos ennuvolats de les terres altes i als boscos perennes de pins. Com la majoria dels gaigs, es troben generalment en grups, sovint en associació amb ramats d'alimentació d'espècies mixtes que inclouen turpials, dendrocolaptins i altres espècies de gaigs. El més probable és que es confongui amb les formes meridionals del gaig de Steller, que es troben a les mateixes zones. El gaig de Steller té taques blanques a la cara, plomatge més fosc amb barra a les ales i cresta curta (que es pot mantenir plana). També els seus crits són força diferents respecte del gaig de bardissa unicolor.